# Żychlin (Potęgowo)
Żychlin (deutsch Zechlin) ist ein Dorf in der Woiwodschaft Pommern in Polen. Es gehört zur Gmina Potęgowo (Gemeinde Pottangow) im Powiat Słupski (Stolper Kreis).

## Geographische Lage und Verkehrsanbindung
Das Dorf liegt in Hinterpommern, etwa 35 Kilometer östlich der Stadt Słupsk (Stolp), 17 Kilometer südwestlich der Stadt Lębork (Lauenburg i. Pom.) und 3,5 Kilometer südöstlich des Kirchdorfs Potęgowo (Pottangow). Zwei Kilometer nördlich von Żychlin verläuft die Teilstrecke
Słupsk – Lębork der Landesstraße 6 (ehemalige deutsche Reichsstraße 2, heute auch Europastraße 28).

## Geschichte
Das Gut Zechlin war im Jahr 1457 ein Lehen der Familie Grumbkow. Das zugehörige Dorf war in Form eines kleinen Gassendorfs angelegt worden. Der Generalmajor Philipp Wilhelm von Grumbkow († 1778) ließ die Bauern und Kossäten von Zechlin in das Dorf  Groß Runow verlegen. Danach war Zechlin nur noch von Freileuten bewohnt. Im letzten Quartal des 18. Jahrhunderts bestand das Vorwerk im Ortsteil Karlshöhe schon nicht mehr, und das ehemalige Gut war zu einem reinen Bauerndorf gemacht worden. Nach dem Tod des Generalmajors Grumbkow besaß dessen Tochter, die Witwe Friederika von Podewils, geb. Grumbkow, als Universalerbin auch das Lupowsche Güterkonglomerat, bestehend u. a. aus den Dörfern Lupow, Darsow, Malzkow, Sorkow, Groß Runow, Zechlin, Darsin, Pottangow, Varzmin A und Vangerske. Sie heiratete in zweiter Ehe einen Abkömmling der Familie Bonin, wodurch der Besitz in die Hände von dessen Familie überging. Um 1784 hatte Zechlin acht Bauern, acht Kossäten, einen Schulmeister und insgesamt 18 Haushaltungen.  Vor 1823 hatte Zechlin 97 Einwohner. 1855 wurde das Güterkonglomerat Lupow Familienfideikommiss. Der Gutsbezirk Zechlin, der dem Gemeindeteil Karlshöhe entspricht und 1871 sechzig Einwohner hatte, existierte formal noch im Jahr 1895, wurde aber 1905 schon nicht mehr genannt.
Im Jahr 1925 standen in der Gemeinde Zechlin 31 Wohngebäude. Im Jahr 1939 wurden in der Gemeinde Zechlin 178 Einwohner gezählt, die auf 41 Haushaltungen verteilt waren.
Vor 1945 bildete Zechlin eine eigene Landgemeinde im Landkreis Stolp in der preußischen Provinz Pommern. Die Gemeindefläche betrug 534 Hektar. In der Gemeinde gab es neben Zechlin die Wohnplätze Friederikenfelde und Karlshöhe. Die Gemeinde Zechlin hatte dreißig landwirtschaftliche Betriebe.
Gegen Ende des Zweiten Weltkriegs wurde Zechlin am 9. März 1945 kampflos von der Roten Armee besetzt. Zwar hatten die Dorfbewohner zuvor einen Räumungsbefehl erhalten und sich in zwei Trecks auf die Flucht begeben, doch die Trecks wurden von sowjetischen Truppen überrollt und die Dorfbewohner mussten zurückkehren. Nach der Ankunft der Sowjetarmee in der Gemeinde wurden mehrere Personen erschossen, u. a. auch Zivilisten. Die Dorfbevölkerung wurde in der Folgezeit von den Polen vertrieben. Zechlin wurde in  Żychlin  umbenannt.
Später wurden in der BRD 65 und in der DDR 47 aus Zechlin vertriebene Dorfbewohner ermittelt.
Das Dorf ist heute ein Teil der Gmina Potęgowo im Powiat Słupski in der Woiwodschaft Pommern (von 1975 bis 1998 Woiwodschaft Stolp). Hier leben heute etwa 120 Personen.

### Kirche
Die vor 1945 in der Dorfgemeinde Zechlin anwesende Bevölkerung war überwiegend evangelisch.   Zechlin war in das Kirchspiel Schurow (heute polnisch: Skórowo) im Kirchenkreis Stolp-Altstadt in der Kirchenprovinz Pommern der Kirche der Altpreußischen Union eingepfarrt. Der letzte deutsche Geistliche war Pfarrer Heinz Suhr. Um 1861 hatte es in Zechlin 21 Anhänger der Sekte der Seehofianer gegeben.
Für das seit 1945 überwiegend katholische Żychlin blieb die pfarramtliche Verbindung nach Skórowo (Schurow) bestehen. Die Pfarrei ist nun jedoch in das Dekanat Główczyce (Glowitz) im Bistum Pelplin der Katholischen Kirche in Polen eingegliedert. Hier lebende evangelische Kirchenglieder gehören nun zur Kreuzkirchengemeinde in Słupsk in der Diözese Pommern-Großpolen der Evangelisch-Augsburgischen Kirche in Polen.

### Schule
Vor 1945 verfügte Zechlin über eine eigene Volksschule. Diese Schule war im Jahr 1932 einstufig; ein Lehrer unterrichtete hier zu diesem Zeitpunkt dreißig Schulkinder.